# Gouvernement intérimaire rwandais
Pour les articles homonymes, voir GIR.
Le gouvernement intérimaire rwandais ou gouvernement Kambanda du nom du Premier ministre qui le dirigea Jean Kambanda, est le gouvernement rwandais constitué le 9 avril 1994, trois jours après l'attentat du 6 avril 1994 qui a coûté la vie aux présidents rwandais Juvénal Habyarimana et burundais Cyprien Ntaryamira, et l'assassinat le lendemain 7 avril par la garde présidentielle de la Première ministre Agathe Uwilingiyimana. Ce gouvernement civil dictatorial, constitué sous la houlette du chef de cabinet du ministre de la Défense, le colonel Théoneste Bagosora et sous l'influence directe du mouvement Hutu Power, conduisit le génocide des Tutsi rwandais. Il prend fin officiellement le 19 juillet 1994 à la suite de la victoire militaire du Front patriotique rwandais et la mise place d'un gouvernement d'union nationale dirigé par Faustin Twagiramungu.

## Histoire

### Formation du gouvernement intérimaire
Ce gouvernement provisoire est formé le 8 avril 1994 à l'initiative de Théoneste Bagosora, directeur de cabinet du ministre de la Défense.[réf. souhaitée]
Dans la nuit du 6 au 7 avril 1994, qui suit l'attentat contre l'avion présidentiel, il s'oppose à ce que le pouvoir soit exercé par la Première ministre Agathe Uwilingiyimana[réf. nécessaire], Hutu modérée partisane des Accords d'Arusha et opposée au Hutu Power, malgré l'insistance du général Roméo Dallaire, commandant la MINUAR et celle de Jacques Roger Booh-Booh, représentant spécial du secrétaire général de l'ONU à Kigali.[réf. nécessaire] Il préside un comité de crise de l'armée rwandaise qui exerce le pouvoir jusqu'à la formation d'un gouvernement intérimaire au sein de l'ambassade de France à Kigali.[réf. souhaitée] Il s'oppose également à ce que Mme Uwilingiyimana lise un message d'appel au calme à la radio le matin du 7 avril. Le matin même, Agathe Uwilingiyimana est assassinée avec son mari par la garde présidentielle, dix casques bleus belges chargés de la protéger et plusieurs autres ministres subissent le même sort.[réf. nécessaire]
Le gouvernement intérimaire entre officiellement en fonction le 9 avril 1994. Il était entièrement composé de Hutus et piloté par le mouvement extrémiste Hutu Power.[réf. souhaitée]

### Politique génocidaire
Ce gouvernement se disait « gouvernement des sauveurs » (« Abatabazi ») et conduisit le génocide tutsi du Rwanda. Parallèlement, pendant toute cette période, bénéficiant de sa représentation comme membre élu au Conseil de sécurité de l'ONU, et du soutien de la France, il a cherché à développer une intense activité diplomatique, comprenant parfaitement que le FPR était en train de gagner la guerre militairement.
Ce gouvernement aurait chargé Paul Barril de plusieurs missions :
- mettre sur pied l'opération insecticide (1994).
- récupérer auprès d'un fournisseur d'armes français, Dominique Lemmonier, un trop-perçu sur des ventes d'armes non honorées (1995)[2].

### Fuite et jugement des membres du gouvernement
Le régime dictatorial s'effondre en même temps que les forces armées rwandaises, vaincues par les rebelles du Front patriotique rwandais qui entrent dans la capitale Kigali le 4 juillet 1994. Le 17 juillet 1994, le FPR contrôle l'essentiel du pays, mettant fin au génocide des Tutsis et le 18 juillet, il déclare un cessez-le-feu unilatéral, mettant ainsi un terme définitif à la guerre civile rwandaise.  La plupart des membres du gouvernement intérimaire s'enfuit, tout comme les principaux responsables militaires[réf. souhaitée].
Selon certaines sources[Lesquelles ?], à la fin du génocide, des membres en fuite de ce gouvernement auraient été accueillis dans les camps organisés par l'opération Turquoise et le chef d'état major de son armée a été accueilli au sein même du camp de l'opération Turquoise[source insuffisante]. Le colonel Jacques Hogard commandant de la zone sud de l'opération Turquoise, confirme de son côté avoir expulsé[réf. nécessaire] de la zone humanitaire sûre deux membres de ce gouvernement qui se sont alors réfugiés au Zaïre . Selon des sources présentées à la Commission d'enquête citoyenne, non confirmées, "des passeports français leur auraient ensuite été procurés par les autorités françaises", ce que ces autorités contestent[réf. nécessaire].
17 des 21 membres de ce gouvernement ont été présentés au Tribunal pénal international pour le Rwanda (TPIR).[réf. souhaitée]
Le président par intérim Théodore Sindikubwabo, exilé et mort au Congo, ne fut jamais arrêté ni jugé pour ses crimes génocidaires, tout comme le ministre de la Défense Augustin Bizimana, vraisemblablement décédé à Pointe-Noire en République du Congo, en août 2000. 
Le Premier ministre Jean Kambanda a quant à lui plaidé coupable de génocide devant le TPIR, à la suite de son arrestation au Togo où il s'était exilé.[réf. souhaitée]
Le rapport de la Mission d'information parlementaire française sur le Rwanda n'a pas reconnu le gouvernement intérimaire rwandais comme légitime.[réf. souhaitée]

## Composition du gouvernement intérimaire
Liste des ministres, :
| Fonction                                               | Nom                          | Remarques               | Parti politique          | Lieu de naissance |
| ------------------------------------------------------ | ---------------------------- | ----------------------- | ------------------------ | ----------------- |
| Président de la République par intérim                 | Théodore Sindikubwabo        |                         | MRND                     | Butare            |
| Premier ministre                                       | Jean Kambanda                |                         | MDR                      | Butare            |
| Ministre des Affaires étrangères                       | Jérôme Bicamumpaka           |                         | MDR                      | Ruhengeri         |
| Ministre de l'Intérieur                                | Callixte Kalimanzira         | jusqu'au 25 mai 1994    | MRND                     | Kigali            |
| Ministre de l'Intérieur                                | Édouard Karemera             | à partir du 25 mai 1994 | MRND                     | Kibuye            |
| Ministre de la Justice                                 | Agnès Ntamabyaliro Rutagwera |                         | Parti libéral            | Kibuye            |
| Ministre de la Défense                                 | Augustin Bizimana            |                         | MRND                     | Byumba            |
| Ministre de l'Élevage, l'Agriculture et des Forêts     | Straton Nsabumukunzi         |                         | Parti social-démocrate   | Butare            |
| Ministre de l'Éducation                                | André Rwamakuba (en)         | [ 9 ]                   | MRND                     | Kigali            |
| Ministre de l'Enseignement supérieur                   | Daniel Mbangura              | jusqu'au 26 mai 1994    | MRND                     | Gikongoro         |
| Ministre de l'Enseignement supérieur                   | Jean de Dieu Kamuhanda       | à partir du 26 mai 1994 | MRND                     | Kigali            |
| Ministre des Finances                                  | Emmanuel Ndindabahizi        | [ 10 ]                  | Parti social-démocrate   | Kibuye            |
| Ministre de la Fonction publique                       | Prosper Mugiraneza (en)      |                         | Parti social-démocrate   | Kibungo           |
| Ministre de l'Information                              | Éliézer Niyitegeka           |                         | MRND                     | Kibuye            |
| Ministre du Commerce, de l'Industrie et de l'Artisanat | Justin Mugenzi (en)          | [ 11 ]                  | Parti libéral            | Kibungo           |
| Ministre de la Planification                           | Augustin Ngirabatware        |                         | MRND                     | Gisenyi           |
| Ministre de la Santé                                   | Casimir Bizimungu            |                         | MRND                     | Ruhengeri         |
| Ministre des Transports et des Communications          | André Ntagerura (en)         |                         | MRND                     | Ruhengeri         |
| Ministre du Travail et des Affaires sociales           | Jean de Dieu Habineza        |                         | Parti libéral            | Gisenyi           |
| Ministre des Services publics et de l'Énergie          | Hyacinthe Nsengiyumva Rafiki | [ 12 ]                  | Parti social-démocrate   | Gisenyi           |
| Ministre du Tourisme et de l'Environnement             | Gaspard Ruhumuliza           | [ 13 ]                  | Parti démocrate-chrétien | Gitarama          |
| Ministre de la Famille et les Conditions des femmes    | Pauline Nyiramasuhuko        |                         | MRND                     | Ndora             |
| Ministre de la Jeunesse                                | Callixte Nzabonimana         |                         | MRND                     | Gitarama          |